# Tom Bush
Tom Bush (ur. 22 lutego 1914 w Hodnet, zm. 1969) – angielski piłkarz grający na pozycji obrońcy.

## Kariera klubowa
Wychowanek Shrewsbury Town F.C., którego zawodnikiem był w latach 1929-1932. W 1933 trafił do Liverpool F.C., gdzie grał do końca kariery w 1947, rozgrywając 61 spotkań ligowych i strzelając 1 gola (17 grudnia 1938 z Sunderland A.F.C.).